# Гонщик
Гонщик (пол. Gąszczyk) — село в Польщі, у гміні Мстув Ченстоховського повіту Сілезького воєводства.
Населення — 69 осіб (2011).
У 1975—1998 роках село належало до Ченстоховського воєводства.

## Демографія
Демографічна структура станом на 31 березня 2011 року:
|          | Загалом | Допрацездатний вік | Працездатний вік | Постпрацездатний вік |
| -------- | ------- | ------------------ | ---------------- | -------------------- |
| Чоловіки | 31      | 8                  | 22               | 1                    |
| Жінки    | 38      | 11                 | 20               | 7                    |
| Разом    | 69      | 19                 | 42               | 8                    |